# Privilege Style
Privilege Style è una compagnia aerea charter spagnola con sede a Palma di Maiorca e con hub all'aeroporto di Madrid-Barajas.

## Servizi
Privilege Style opera voli charter per conto di altre compagnie aeree, tour operator, squadre sportive e altri clienti VIP.
Secondo la compagnia, i suoi clienti VIP includono diverse aziende spagnole e anche squadre del primo campionato di calcio spagnolo. A giugno e luglio 2014, Privilege Style ha operato i voli per conto di Finnair da Helsinki a New York mentre uno degli A330 della compagnia finlandese era fuori servizio per manutenzione estesa. Lo stesso è accaduto di nuovo nel dicembre 2015. Nell'estate del 2015, la compagnia aerea ha noleggiato il suo Boeing 767-300ER a El Al. A giugno 2016, tutti gli aerei della Privilege Style operavano per El Al, ad eccezione del 767 che operava per Condor Flugdienst. Nel 2018, il 777 ha operato quotidianamente per Norwegian sulla rotta Roma Fiumicino-Newark, a causa di importanti problemi tecnici che hanno interessato la flotta di Boeing 787 della compagnia norvegese. Nella tarda primavera del 2019, la Norwegian ha nuovamente iniziato a utilizzare il 777 di Privilege Style per la rotta da Londra a Miami. Nel novembre 2019, Surinam Airways ha iniziato a utilizzare il 777 di Privilege Style per la rotta da Paramaribo ad Amsterdam, dopo aver dovuto ritirare improvvisamente il suo unico aereo a lungo raggio, un vecchio Airbus A340.

## Flotta

### Flotta attuale

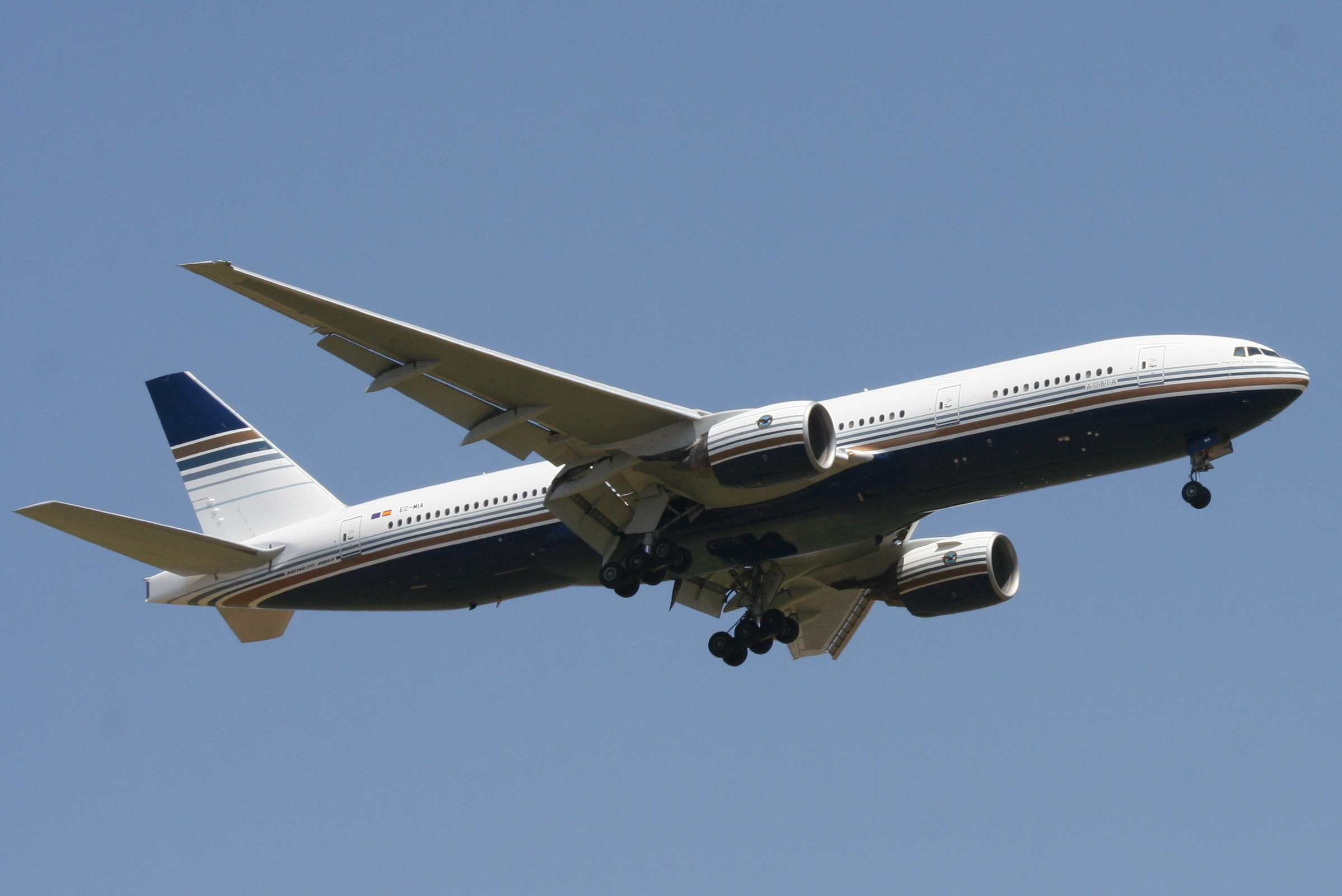
Uno dei due ex Boeing 777-200ER.

A gennaio 2024 la flotta di Privilege Style è così composta:
Nel febbraio 2020, Privilege Style ha scelto l'A321 come sostituto dei suoi vecchi 757. L'A321 che le sarà consegnato era precedentemente gestito da Qatar Airways. Un secondo esemplare sarà ordinato entro la fine del 2021.

### Flotta storica
Privilege Style operava in precedenza con:
- Boeing 757-200
- Boeing 767-300ER
- Boeing 777-200ER
- Embraer ERJ 145